# Цицович Олександр Андрійович
Олександр Андрійович Цицович (7 жовтня 1853, м. Омськ — ?) — військовий діяч УНР і Української Держави. Генерал-лейтенант російської імператорської армії, в 1917 р. — почесний голова Українського військового клубу ім. гетьмана Павла Полуботка, військовий комендант Києва.

## Біографічні відомості
Уродженець Омська. Освіту здобув у Південнослов'янскому пансіоні в м. Миколаєві та в Одеській класичній гімназії. На військову службу вступив 1 вересня 1877 р. Закінчив 2-ге військове Костянтинівське училище (1879). Випущений підпоручиком армії (ст. 08.08.1879) із зарахуванням до армійської піхоти та з відрядженням до лейб-гвардії Ізмайловського полку. Переведений у той самий полк чином підпоручика гвардії (ст. 17.04.1883). Поручник (ст. 01.01.1885). Штабс-капітан (ст. 21.04.1891). Капітан (ст. 06.12.1896). Перейменований на підполковники (ст. 06.12.1896; список Полковникам 1902 року дає ст. 13.03.1900). Командир батальйону 3-го військового Олександрівського училища (з 13.03.1900). Полковник (ст. 06.12.1901). Командував Усть-Двінським кріпосним піхотним батальйоном (з 13.01.1903). Командир 1-го Ковенського кріпосного полку (з 01.06.1904). Генерал-майор (пр. 1909; ст. 15.01.1909; за зразковість). З 15.01.1909 командир 1-ї бригади 5-ї піхотної дивізії. На 01.07.1913 у тому ж чині та посаді.
08.10.1913 підвищений у чин Генерал-лейтенанта зі звільненням від служби за віковим цензом. Після початку Першої світової війни 30.08.1914 повернувся на службу в тому самому чині (ст. 07.12.1917). Командувач бригадою 31-ї піхотної дивізії (30.08. — 04.11.1914) та 1-ї бригади 31-ї піхотної дивізії (04.11. — 10.11.1914). Командувач 2-ї бригадою 32-ї піхотної дивізії (10.11.1914 — 16.01.1915). Командувач 1-ї бригади 11-ї піхотної дивізії (з 16.01.1915). Начальник 3-ї дивізії державного ополчення (з 14.05.1915). Начальник 104-ї піхотної дивізії (20.07.1915 — 23.07.1916). Брав участь у обороні фортеці Ковно (08.1915). Відрахований з посади 23.07.1916 через хворобу, з призначенням до резерву чинів при штабі Київського військового округу (23.07.1916 — 23.09.1917).
У березні 1917 — виконувач обов'язків Київського коменданта. Київський комендант (з 23.09.1917 до 14(27).01.1918 та з 04.04.1918 до червня 1918).
За національністю — чорногорець. 20.10. (2.11.) 1917 — був присутній на зустрічі з Т. Масариком у Києві.
Про нього М. Грушевський висловився так: 
| «Комендант залоги генерал Цицович, не в тімя битий чоловік, здається сербин походженням, що, очевидно, зрозумів українські перспективи і старався бути в згоді з українським рухом»[5]. |
На липень 1918 р. — в армії Української Держави гетьмана Павла Скоропадського.
У листопаді 1918 року формував у Києві чехословацьку добровольчу дружину, яку мав очолити. Подальша доля не відома.

## Нагороди
- Орден Св. Станіслава 3 ст. (1892)
- Орден Св. Анни 3 ст. (1896)
- Орден Св. Станіслава 2 ст. (1899)
- Орден Св. Анни 2 ст. (1906)
- Орден Св. Володимира 3 ст. (1912)
- Орден Св. Станіслава 1-го ст. з мечами (ВП 12.06.1915)
- Св. Анни 1 ст. з мечами (ВП 01.09.1915)
- Чорногорський Орден кн. Данила I 4-ї ст. (1886)
- Французький Почесного Легіону кавалерійський хрест (1900).